# Lista dos maiores públicos do Campeonato Brasileiro de Futebol - Série B
Esta é uma lista dos maiores públicos do Campeonato Brasileiro de Futebol - Série B, competição nacional de clubes de futebol do Brasil, organizada pela Confederação Brasileira de Futebol (CBF), que equivale à segunda divisão do futebol brasileiro.

## Lista
Estes são os 30 maiores públicos presentes da história da Série B:
| Nº | Público | Mandante         | Placar | Visitante        | Estádio        | Data           | Ano  | Ref.   |
| -- | ------- | ---------------- | ------ | ---------------- | -------------- | -------------- | ---- | ------ |
| 1  | 81 904  | Vasco da Gama    | 2–1    | Juventude        | Maracanã       | 7 de novembro  | 2009 | [ 1 ]  |
| 2  | 79 636  | Vasco da Gama    | 4–0    | Ipatinga         | Maracanã       | 22 de agosto   | 2009 | [ 1 ]  |
| 3  | 74 694  | Atlético Mineiro | 2–2    | América de Natal | Mineirão       | 25 de novembro | 2006 | [ 2 ]  |
| 4  | 65 023  | Santa Cruz       | 2–1    | Portuguesa       | Arruda         | 26 de novembro | 2005 | [ 3 ]  |
| 5  | 64 327  | Bahia            | 1–2    | Goiás            | Fonte Nova     | 5 de dezembro  | 1999 | [ 4 ]  |
| 6  | 63 908  | Ceará            | 1–0    | América Mineiro  | Arena Castelão | 18 de novembro | 2024 | [ 5 ]  |
| 7  | 63 609  | Vasco da Gama    | 1–0    | Cruzeiro         | Maracanã       | 12 de junho    | 2022 | [ 6 ]  |
| 8  | 61 291  | Cruzeiro         | 3–2    | CSA              | Mineirão       | 6 de novembro  | 2022 | [ 7 ]  |
| 9  | 60 700  | Cruzeiro         | 0–0    | Náutico          | Mineirão       | 25 de novembro | 2021 | [ 8 ]  |
| 10 | 60 601  | Vasco da Gama    | 0–0    | Sport            | Maracanã       | 3 de julho     | 2022 | [ 9 ]  |
| 11 | 60 000  | Paysandu         | 2–0    | Fluminense       | Mangueirão     | 2 de setembro  | 1998 | [ 10 ] |
| 12 | 59 900  | Bahia            | 1–0    | Náutico          | Fonte Nova     | 10 de outubro  | 2004 | [ 11 ] |
| 13 | 59 204  | Cruzeiro         | 3–0    | Vasco da Gama    | Mineirão       | 21 de setembro | 2022 | [ 12 ] |
| 14 | 58 702  | Cruzeiro         | 1–1    | Criciúma         | Mineirão       | 4 de setembro  | 2022 | [ 13 ] |
| 15 | 58 397  | Cruzeiro         | 2–0    | Sampaio Corrêa   | Mineirão       | 22 de maio     | 2022 | [ 14 ] |
| 16 | 58 389  | Sampaio Corrêa   | 0–2    | Botafogo-SP      | Castelão (MA)  | 23 de agosto   | 1998 | [ 15 ] |
| 17 | 58 076  | Cruzeiro         | 2–0    | Ponte Preta      | Mineirão       | 16 de junho    | 2022 | [ 16 ] |
| 18 | 57 851  | Atlético Mineiro | 4–1    | Avaí             | Mineirão       | 21 de outubro  | 2006 | [ 17 ] |
| 19 | 57 223  | Fortaleza        | 1–0    | Paysandu         | Arena Castelão | 20 de outubro  | 2018 | [ 18 ] |
| 19 | 57 223  | Fortaleza        | 4–1    | Juventude        | Arena Castelão | 15 de novembro | 2018 | [ 19 ] |
| 21 | 57 053  | Bahia            | 1–1    | Avaí             | Fonte Nova     | 13 de novembro | 2004 | [ 20 ] |
| 22 | 56 999  | Ceará            | 1–0    | ABC              | Arena Castelão | 25 de novembro | 2017 | [ 21 ] |
| 23 | 56 889  | Cruzeiro         | 1–1    | Ituano           | Mineirão       | 5 de outubro   | 2022 | [ 22 ] |
| 24 | 56 426  | Vasco da Gama    | 2–1    | Ceará            | Maracanã       | 26 de novembro | 2016 | [ 23 ] |
| 25 | 56 334  | Vasco da Gama    | 1–1    | Icasa            | Maracanã       | 22 de novembro | 2014 | [ 24 ] |
| 26 | 56 246  | Ceará            | 2–2    | Guarani          | Castelão (CE)  | 14 de novembro | 2009 | [ 25 ] |
| 27 | 55 445  | Ceará            | 0–0    | Vasco da Gama    | Arena Castelão | 2 de agosto    | 2016 | [ 26 ] |
| 28 | 55 010  | Fortaleza        | 2–0    | Criciúma         | Castelão (CE)  | 30 de novembro | 2002 | [ 27 ] |
| 29 | 55 009  | Santa Cruz       | 2–1    | Goiás            | Arruda         | 20 de novembro | 1999 | [ 28 ] |
| 30 | 53 664  | Ceará            | 0–0    | América de Natal | Castelão (CE)  | 28 de novembro | 2009 | [ 29 ] |